# تری‌کربوکسیلیک اسید
تری‌کربوکسیلیک اسید یک کربوکسیلیک اسید آلی است که ساختار شیمیایی آن شامل سه گروه عاملی کربوکسیل (-COOH) است. شناخته‌شده‌ترین نمونه تری کربوکسیلیک اسید سیتریک اسید است.

## کاربرد

### چرخه سیتریک اسید
سیتریک اسید، نوعی تری‌کربوکسیلیک اسید است، که در چرخه سیتریک اسید– همچنین به عنوان چرخه تری‌کربوکسیلیک اسید (TCA) یا چرخه کربس نیز شناخته می‌شود – که برای همه موجودات هوازی اساسی است، استفاده می‌شود.

## مثال‌ها
| نام متداول                      | نام آیوپاک                                  | فرمول مولکولی | فرمول ساختاری                       |
| ------------------------------- | ------------------------------------------- | ------------- | ----------------------------------- |
| سیتریک اسید                     | 2-هیدروکسی‌پروپان-۳٬۲٬۱-تری‌کربوکسیلیک اسید   | C۶H۸O۷        | File:Citric acid structure.png      |
| ایزوسیتریک اسید                 | 1-هیدروکسی‌پروپان-۳٬۲٬۱-تری‌کربوکسیلیک اسید   | C۶H۸O۷        | File:Isocitric acdid structure.png  |
| آکونیتیک اسید                   | Prop-1-ene-1,2,3-tricarboxylic acid         | C۶H۶O۶        | (فرم سیس و ترانس)                   |
| پروپان-۳٬۲٬۱-تری‌کربوکسیلیک اسید | پروپان-۳٬۲٬۱-تری‌کربوکسیلیک اسید             | C۳H۵(COOH)۳   | File:Carballylic acid structure.png |
| اسید آگاریک                     | ۲-هیدروکسینونادکان-۳٬۲٬۱-تری‌کربوکسیلیک اسید | C۲۲H۴۰O۷      |                                     |
| تری مسیک اسید                   | بنزن-۵٬۳٬۱-تری‌کربوکسیلیک اسید               | C۹H۶O۶        | File:Trimesic acid structure.png    |